# Notocosa
Notocosa bellicosa es una especie de araña araneomorfa de la familia Lycosidae. Es el único miembro del género monotípico Notocosa. Es originaria de Nueva Zelanda.